# The Travelers Companies
The Travelers Companies – amerykańskie przedsiębiorstwo ubezpieczeniowe. Od 2009 r. spółka wliczana jest do Dow Jones Industrial Average 30.
Przedsiębiorstwo prowadzi działalność w USA, UK, Chinach, Brazylii i kilku innych krajach.
W 2012 r. osiągnęło 25,7 miliarda $ zysku, a jego aktywa wyniosły 105 miliardów USD.